# Cubaris californica
Cubaris californica är en kräftdjursart som först beskrevs av Gustav Budde-Lund 1885.  Cubaris californica ingår i släktet Cubaris och familjen Armadillidae. Inga underarter finns listade i Catalogue of Life.